# Poraj (Silésie)
Poraj est un village polonais de la voïvodie de Silésie et du powiat de Myszków. Il est le siège de la gmina de Poraj et comptait 4 418 habitants en 2008. 